# Pio (Einheit)
Der Pio, auch Piovo, war ein italienisches Flächen- und Feldmaß
- Brescia 1 Pio = 100 Tavole/Quadrat-Passi = 32,5569 Ar[1]
  - 1 Possessione = (35 bis) 40 Pois = 16.000 Quadrat-Cavazzi[2]
- Trient 1 Pio = 720 Tavole/Quadrat-Pertiche = 34,7 Ar[3]